# ジョルジュ・フォントネー
ジョルジュ・フォントネー（仏: Georges Fontené、1848年9月23日 - 1923年4月7日）はフランスの数学者。フォンテネとも書かれる。代数幾何学と代数学を専門としていた。

## 経歴
1848年、フランス、ルージーにて生まれた。1875年にアグレガシオンを取得して中学教師となり、ベルフォール、ドゥエー、ルーアンの学校、パリのコレージュ・ローラン（現在のコレージュ＝リセ・ジャック＝ドゥクール）で教鞭をとった。
1897年、著作 Hyperespace à (n - 1) dimensions でカザン大学のロバチェフスキー賞の佳作を受賞した。1903年、IGÉSRに入った。
1923年、パリの五区にて死没。

## 業績
1919年頃からNouvelles Annales de Mathématiquesの編集アシスタントを務めた。特に総合幾何学や解析幾何学、超空間、楕円関数と楕円積分、代数曲線と一次方程式に関する論文を多く発表した。
線型代数学においては、線型方程式系の定理であるルーシェ＝フォントネーの定理を、ウジェーヌ・ルーシェとは独立して解決した。
数列を用いた二項係数の一般化を発表した。モーガン・ワードによって再発見されている（Fontené-Ward generalized binomial coefficients）。

## 主な著作物
- Hyperespace à (n - 1) dimensions. Propriétés métriques de la corrélation générale . Éditeur Gauthier-Villars et fils, Paris 1892.
- Géométrie dirigée. Les angles dans un plan orienté avec des droites dirigées et non dirigées. Maison d'édition Nony, Paris 1897.
- Sur les points de contact du cercle des neuf points d’un triangle avec les cercles tangents aux trois côtés. 1905
- Extension du théorème de Feuerbach.1905
- Sur le cercle pédal. 1906
- Généralisation d’une formule connue. 1915
- La Relativité restreinte. Editions Vuibert, Paris 1922.